# Jelena Alexandrowna Sokolowa
Jelena Alexandrowna Sokolowa (russisch Елена Александровна Соколова; * 23. Juli 1986 in Belgorod, ehemals Sowjetunion als Jelena Alexandrowna Kremnewa) ist eine russische Weitspringerin.

## Sportliche Laufbahn
Erste internationale Erfahrungen sammelte Jelena Sokolowa im Jahr 2002, als sie bei den Juniorenweltmeisterschaften in Kingston mit 5,99 m in der Qualifikation ausschied. Im Jahr darauf belegte sie bei den Jugendweltmeisterschaften in Sherbrooke mit 5,96 m den sechsten Platz, und anschließend gewann sie beim Europäischen Olympischen Jugendfestival (EYOF) in Paris mit einer Weite von 6,17 m die Silbermedaille. 2007 qualifizierte sie sich im Erwachsenenbereich für die Halleneuropameisterschaften in Birmingham und gelangte dort mit einem Sprung auf 6,53 m auf den fünften Platz. Anschließend gewann sie bei den U23-Europameisterschaften in Debrecen mit 6,71 m die Bronzemedaille hinter ihrer Landsfrau Anna Nasarowa und Denisa Ščerbová aus Tschechien. Zudem nahm sie erstmals an der Sommer-Universiade in Bangkok teil und musste sich dort mit 6,61 m nur der Kasachin Olga Rypakowa geschlagen geben.
Nach einer schwächeren Saison 2008 nahm sie 2009 erneut an den Halleneuropameisterschaften in Turin teil und gewann dort mit einer Weite von 6,84 m die Silbermedaille hinter der Estin Ksenija Balta. Anschließend nahm sie erstmals an den Weltmeisterschaften in Berlin teil, schied dort aber mit 6,51 m in der Qualifikation aus. Trotz guter Leistungen wurde sie in den beiden Folgejahren nicht für ein Großereignis bedacht und so nahm sie erst 2012 wieder an den Hallenweltmeisterschaften in Istanbul teil und schied dort mit 6,58 m in der Vorrunde aus. Mit dem Sieg bei den Russischen Meisterschaften sicherte sie sich die Qualifikation für die Olympischen Spiele in London, bei denen sie sich im Finale auf 7,07 m verbesserte und damit die Silbermedaille hinter der US-Amerikanerin Brittney Reese gewann. Im Jahr darauf gewann sie bei der Sommer-Universiade in Kasan mit 6,73 m erneut die Silbermedaille, diesmal musste sie sich dabei ihrer Landsfrau Darja Klischina geschlagen geben. Zudem nahm sie an den Heimweltmeisterschaften in Moskau teil, bei denen sie mit einem Sprung auf 8,65 m im Finale auf Rang acht gelangte. Zwei Jahre darauf nahm sie erneut an den Weltmeisterschaften in Peking teil, dort reichten 6,44 m aber nicht für einen Finaleinzug.
Aufgrund der Sperre des Russischen Leichtathletikverbandes durfte Sokolowa seit 2016 an keinen internationalen Wettkämpfen mehr teilnehmen, erhielt 2019 aber eine Genehmigung, als neutrale Athletin an den Start zu gehen. So startete sie 2019 bei den Europaspielen in Minsk und konnte sich dort die Goldmedaille erkämpfen. Sie schaffte zudem abermals die Qualifikation für die Weltmeisterschaften in Doha, schied dort aber mit 6,43 m in der Vorrunde aus.
In den Jahren 2009, 2012, 2017 und 2018 sicherte sich Sokolowa den russischen Meistertitel im Weitsprung im Freien sowie 2012 und von 2017 bis 2020 auch in der Halle. 2012 sicherte sie sich zudem die Gesamtwertung der IAAF Diamond League.

## Persönliche Bestweite
- Weitsprung: 7,07 m (+0,5 m/s), 8. August 2012 in London
  - Weitsprung (Halle): 6,88 m, 23. Februar 2012 in Moskau